# Исследование Марса

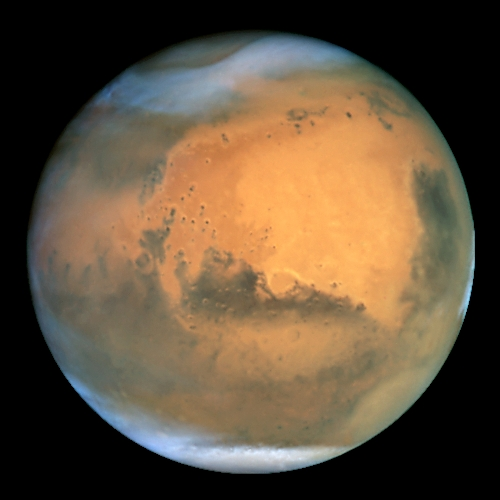
Снимок Марса, удаленного от Земли на 68 миллионов километров. Сделан космическим телескопом «Хаббл»

Исследование и изучение Марса — это научный процесс сбора, систематизации и сопоставления данных о четвёртой планете Солнечной системы. Процесс изучения охватывает различные области знания, в том числе астрономию, биологию, планетологию и другие.
Исследование Марса началось давно, ещё 3,5 тысячи лет назад, в Древнем Египте. Первые подробные отчёты о положении Марса были составлены вавилонскими астрономами, которые разработали ряд математических методов для предсказания положения планеты. Пользуясь данными египтян и вавилонян, древнегреческие (эллинистические) философы и астрономы разработали подробную геоцентрическую модель для объяснения движения планет. Спустя несколько веков индийскими и исламскими астрономами был оценен размер Марса и расстояние до него от Земли. В XVI веке Николай Коперник предложил гелиоцентрическую модель для описания Солнечной системы с круговыми планетарными орбитами. Его результаты были пересмотрены Иоганном Кеплером, который ввел более точную эллиптическую орбиту Марса, совпадающую с наблюдаемой.
Первые телескопические наблюдения Марса были проведены Галилео Галилеем в 1610 году. В XVII веке астрономы обнаружили на планете различные области поверхности, отличающаяся от окружающих своей яркостью (точнее — отражательной способностью, альбедо), в том числе темное пятно моря Сырт и светлые полярные ледяные шапки. Также был определён период вращения планеты и наклон её оси. Телескопические наблюдения Марса в основном проводились, когда планета достигала оппозиции к Солнцу, то есть при наименьшем расстоянии между Марсом и Землей.
Улучшение качества оптики у телескопов в начале XIX века позволило провести картографирование поверхности. Первая карта Марса была опубликована в 1840 году, а более точное картографирование началось с 1877 года. Позже астрономами были обнаружены спектральные линии молекул воды в атмосфере Марса; из-за этого открытия среди широких слоев населения становится популярной мысль о возможности жизни на Марсе. Персиваль Лоуэлл считал, что увидел на Марсе сеть искусственных каналов. Эти наблюдения, как потом оказалось, были оптическими иллюзиями, а атмосфера у Марса оказалась слишком разреженной и сухой для поддержки климата земного типа.
В 1920-е годы был измерен диапазон температур поверхности Марса, который был оценен как близкий к экстремальным условиям антарктических пустынь. В 1947 году Джерард Койпер определил, что разреженная атмосфера Марса содержит большой объём двуокиси углерода. Первый список названий и координат 128 основных деталей поверхности (деталей альбедо) Марса отличающихся по яркости от окружающих областей был принят в 1958 году на X генеральной ассамблее Международного астрономического союза. В 1969 году был организован Международный планетный патруль в составе семи обсерваторий, расположенных сравнительно равномерно по долготе и недалеко от экватора. Обсерватории патруля оснащены однотипными телескопами и фотокамерами с электронным оборудованием. Они следят за облаками и пыльными бурями, а также сезонными изменениями поверхности Марса.
С 1960 года начались запуски автоматических межпланетных станций для изучения планеты, вначале с пролётной траектории, а затем с орбиты искусственного спутника и непосредственно на поверхности. Самые известные из них: Викинги, Маринеры, Марс (серия советских космических аппаратов), Марс Глобал Сервейор, марсоходы Соджонер (1997 год), Спирит (с 4 января 2004 года до 22 марта 2010 года), Оппортьюнити (с 25 января 2004 года по 15 февраля 2019 года), Кьюриосити (c 6 августа 2012 года) и др.
На орбиты Марса были также выведены американские станции Mars Odyssey (2001), MER-B Opportunity (2004), MRO (2006), MSL Curiosity (2012), MAVEN (Mars Atmosphere and Volatile EvolutioN, 2014) и европейская станция ExoMars-2016, которая достигла Красной планеты 19 октября 2016 года.
Обнаружение на Земле метеоритов марсианского происхождения позволило исследовать химический состав поверхности планеты.
В настоящее время Марс по-прежнему находится под наблюдением наземных телескопов и радиотелескопов, позволяющих исследовать поверхность планеты в широком диапазоне электромагнитных волн. Дальнейший прогресс в исследовании Марса связан с продолжением исследования планеты дистанционно управляемыми космическими аппаратами и осуществлением пилотируемого полёта на Марс.

## Первые наблюдения Марса

Прямое и попятное движение Марса относительно Земли

Первые наблюдения Марса проводились до изобретения телескопа. Это были позиционные наблюдения с целью определения положений планеты по отношению к звёздам.
Существование Марса как блуждающего объекта в ночном небе было письменно засвидетельствовано древнеегипетскими астрономами в 1534 году до н. э. Ими же было установлено ретроградное (попятное) движение планеты и рассчитана траектория движение вместе с точкой, где планета меняет своё движение относительно Земли с прямого на попятное. Среди обозначений Марса встречается название «Он движется в обратном направлении», отмечающее интервал попятного движения. Другое название Марса, «Красный Хор», с несомненностью указывает на то, что в основе названий лежат наблюдения. Марс был изображен на потолке гробницы Сети I и Рамессеума, однако пропущен в карте звёздного неба, созданной древнеегипетским учёным и архитектором Сенмутом. Последнее может быть связано с соединением Марса и Солнца в то время.
В период Нововавилонского царства вавилонские астрономы проводили систематические наблюдения за положением и движением планет. Они установили, что Марс делает 37 синодических периода, или 42 зодиакальных круга, каждые 79 лет. Ими также были разработаны арифметические методы с малыми поправками для прогноза позиции планеты. В вавилонской планетарной теории были впервые получены временные измерения планетарного движения Марса и уточнено положение планеты на ночном небе.
Китайские записи о внешнем виде и движении Марса уже появляются в период до основания династии Чжоу (1045 год до н. э.), также во время династии Цинь (221 год до н. э.). Китайские астрономы делали записи о планетарных союзах планет, в том числе о соединениях с Марсом. В 375 году н. э. было отмечено покрытие Марса Венерой. Более подробно период и орбита движения планеты были вычислены во время династии Тан (618 год н. э.).
Астрономия в Древней Греции развивалась под влиянием месопотамской культуры и знаний. Из-за того, что вавилоняне отождествляли планету Марс с Нергалом — богом войны и эпидемии, греки отождествили планету с своим богом войны — Аресом (Марсом у римлян). В период становления греческой астрономии движение планет не представляет большого интереса для греков, и в учебнике Гесиода для древнегреческих школ Труды и дни (ок. 650 года до н. э.) нет упоминания о планетах.

## Модели Солнечной системы

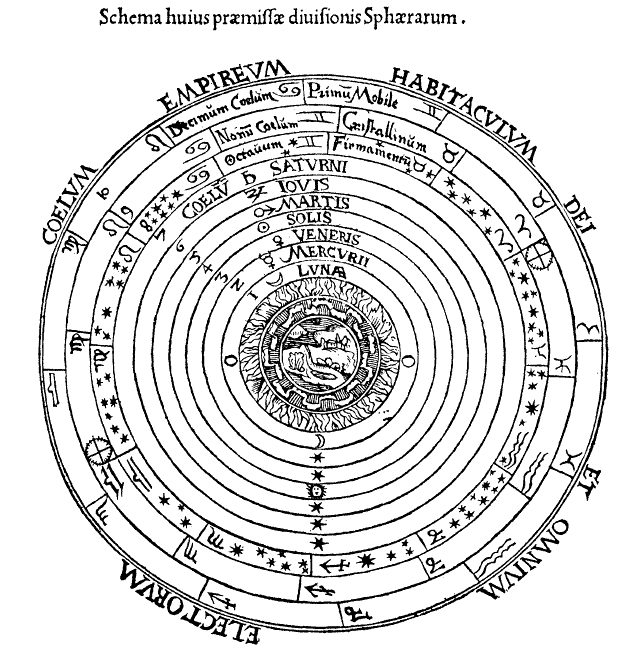
Геоцентрическая система мира Клавдия Птолемея

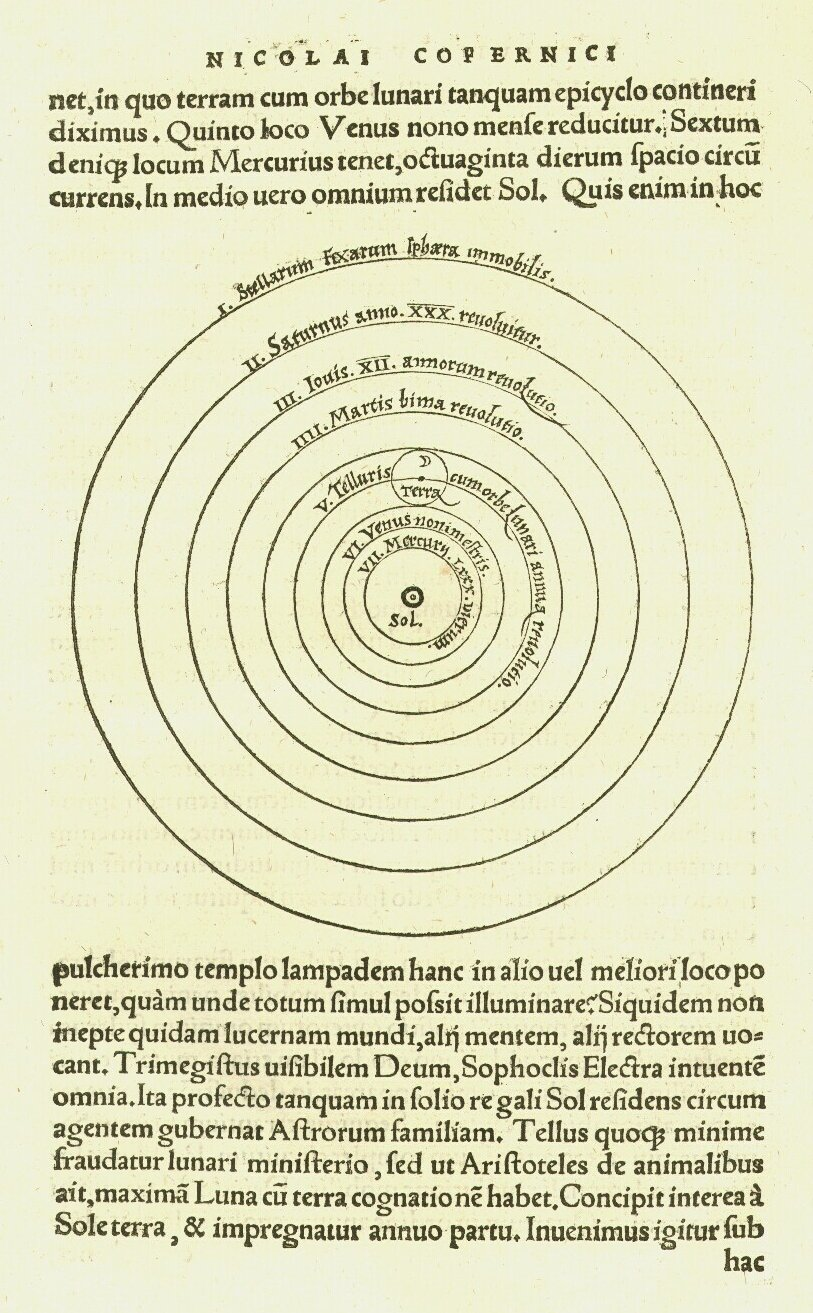
Гелиоцентрическая система мира Николая Коперника (первое печатное изображение Солнечной системы)

Греки использовали слово planēton для обозначения семи небесных тел, изменяющих своё положение относительно неподвижных звёзд. Они считали, что такие тела движутся по геоцентрической орбите вокруг Земли. Греческий философ Платон написал старейшие из известных записей о греческой астрономической традиции в области планет в своей работе «Государство» (380—360 год до н. э.). Его список, в порядке от наиболее отдаленного до ближайшего к центру объектов, был таким: Сатурн, Юпитер, Марс, Меркурий, Венера, Солнце, Луна и в центре Земля. В своих диалогах Тимей Платон предположил, что вращение планет на небесной сфере зависит от расстояния, поэтому дальний объект движется медленнее всего.
Аристотель, ученик Платона, в 365 году до н. э. наблюдал покрытие Марса Луной. Из наблюдений он сделал вывод, что Марс должен находиться дальше от Земли, чем Луна. Он также указывал о других подобных феноменах: затмениях звёзд и планет, которые были отмечены у египетских и вавилонских астрономов. Аристотель использовал эти данные в поддержку греческой последовательности планет в геоцентрической модели вселенной. В своей работе «О небе» Аристотель предложил модель Вселенной, в которой Солнце, Луна и планеты движутся по окружностям вокруг Земли на фиксированном друг от друга расстоянии. Более сложная версия геоцентрической модели была разработана греческим астрономом Гиппархом. Он предложил модель, в которой Марс и другие планеты движутся вокруг Земли не по равномерной окружности, а по траектории, названной впоследствии эпициклом.
В Римском Египте во втором веке н. э. Клавдий Птолемей пытался разрешить проблему орбитального движения Марса. По наблюдениям Марс движется на 40 % быстрее в одной полуплоскости своей орбиты, чем другой — этот факт полностью опровергает аристотелевскую модель равномерного движения. Птолемей доработал модель Аристотеля, внеся в неё изменения, добавив к равномерному движению по круговой орбите смещение от центра этой орбиты. Модель Птолемея и его исследования по астрономии были подробно изложены в многотомном труде Альмагест, который стал авторитетным трактатом по астрономии в Западной Европе следующие четырнадцать веков.
В пятом веке н. э. в древнеиндийском астрономическом трактате Сурья-сиддханта угловой размер Марса был оценен как две угловые минуты, а расстояние от него до Земли в 10 433 000 км (1 296 600 йоджана). Поэтому диаметр Марса будет равен 6070 км (754,4 йоджана), и это значение имеет погрешность в пределах 11 % от принятого позднее значения 6788 км. Однако эта оценка была основана на неточной догадке об угловом диаметре планеты, по которой он должен быть равен в пределах двух угловых минут. Результаты, возможно, были получены под влиянием измерений Птолемея, который получил значение в пределах 1,57 угловых минуты. Эта величина близка к разрешению человеческого глаза, значительно больше, чем значения, которые были получены позже с помощью телескопа.
В 1543 году польский астроном Николай Коперник в своей работе «Об обращении небесных сфер» (лат. De Revolutionibus coelestium orbium) представил гелиоцентрическую модель Солнечной системы. В его подходе Земля вращалась вокруг Солнца по круговой орбите между круговыми орбитами Венеры и Марса. Его модель успешно объяснила причины, по которым Марс, Юпитер и Сатурн находились на противоположной стороне небесной сферы относительно Солнца в середине их попятного движения. Коперник смог расставить положение планет вокруг Солнца в правильном порядке, основываясь исключительно на периоде их орбиты вокруг Солнца.
Его теория постепенно получила признание у европейских астрономов, в частности этому сильно способствовало опубликование в 1551 году «Прусских таблиц» немецкого астронома Эразма Рейнгольда, которые были рассчитаны с использованием модели Коперника.
13 октября 1590 года немецкий астроном Михаэль Местлин зафиксировал покрытие Марса Венерой. Один из его студентов, Иоганн Кеплер, стал приверженцем системы Коперника. После завершения своего образования, Кеплер стал помощником датского дворянина и астронома Тихо Браге. Имея доступ к данным Тихо Браге по детальному наблюдению Марса, Кеплер провёл работу по математической систематизации и замене прусских таблиц. После неоднократных провалов в наблюдении круговой орбиты Марса Кеплеру удалось, в соответствии с требованиями теории Коперника, теоретически обосновать наблюдения Тихо Браге, предположив, что Марс обращается не по круговой, а по эллиптической орбите, в одном из фокусов которой расположено Солнце. Его модель стала основой законов, описывающих движения планет, которые были опубликованы им в многотомной работе «Астрономия Коперника» (лат. Epitome astronomia Copernicanae) в 1615—1621 годах.

## Исследование Марса при помощи телескопов в XVII—XVIII веках

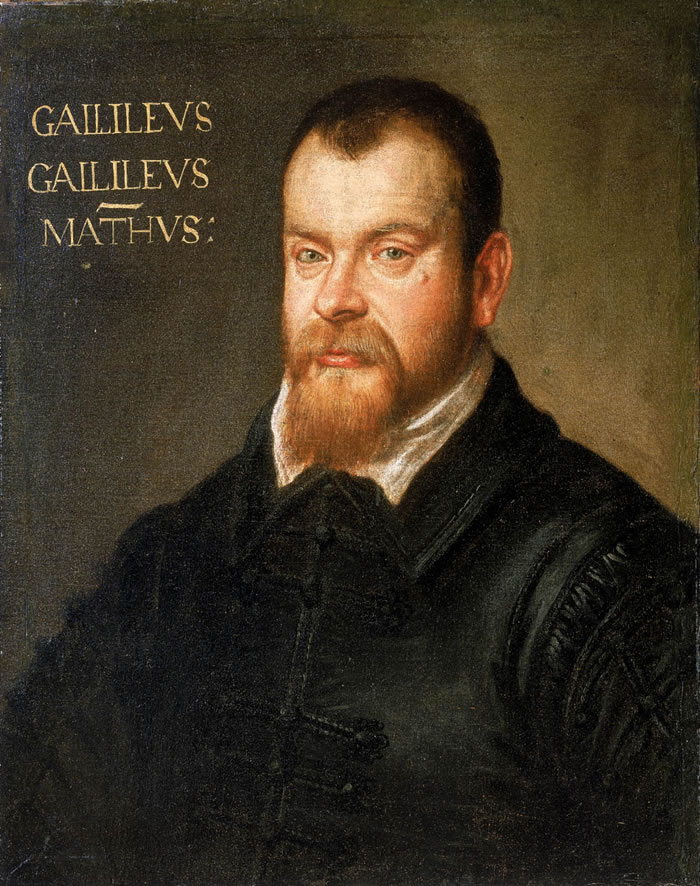
Доменико Тинторетто. Портрет Галилео Галилея, 1605—1607 гг.

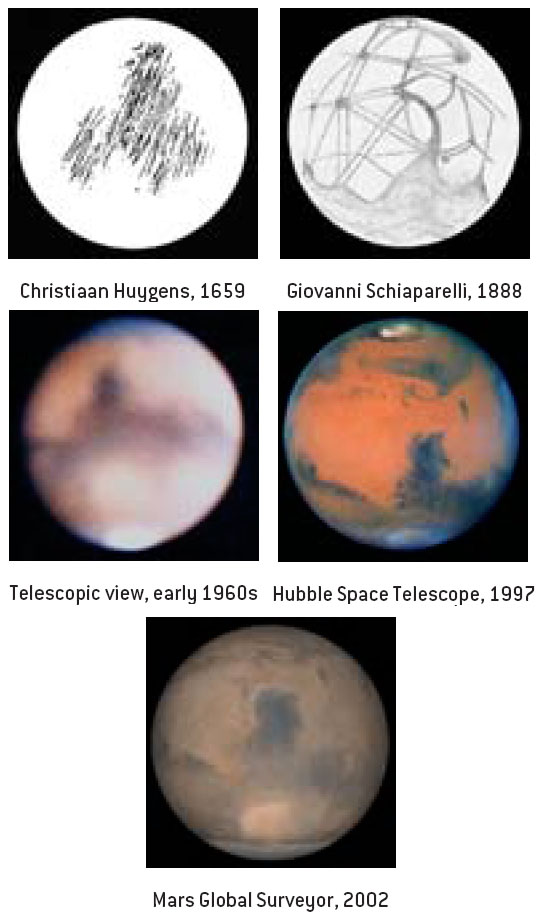
Телескопическое наблюдение и картографирование Марса

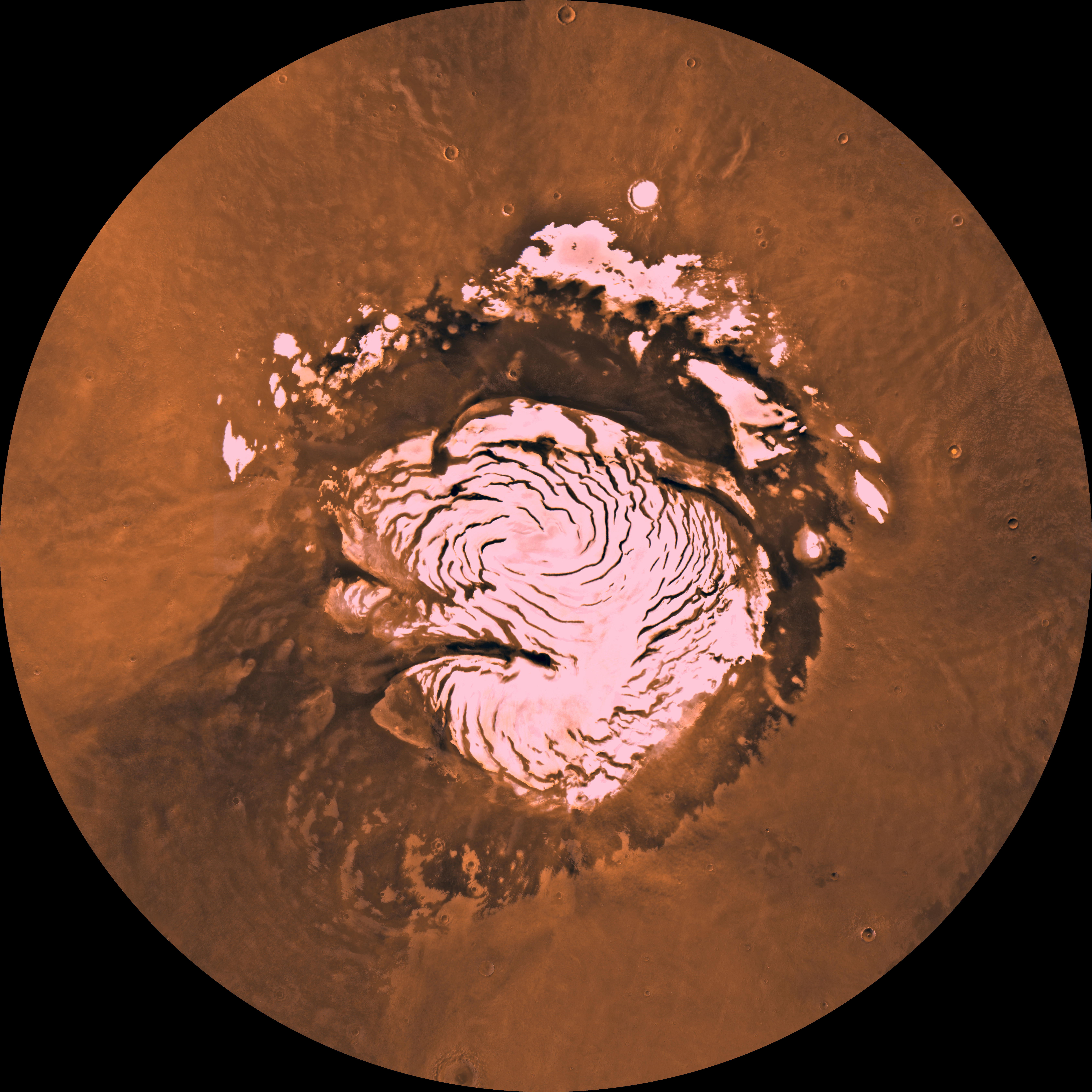
Полярная шапка Марса

Итальянский учёный Галилео Галилей был первым человеком, использовавшим телескоп для астрономических наблюдений. В его записях указано, что он начал наблюдения Марса в телескоп в сентябре 1610 года с целью обнаружить у планеты фазы затмения, аналогичные наблюдаемым у Венеры и Луны. Хотя точно неизвестно об успехе обнаружения, Галилеем в декабре 1610 года было отмечено, что угловые размеры Марса уменьшились. Изменение освещенности Марса было подтверждено только через тридцать пять лет польским астрономом Яном Гевелием.

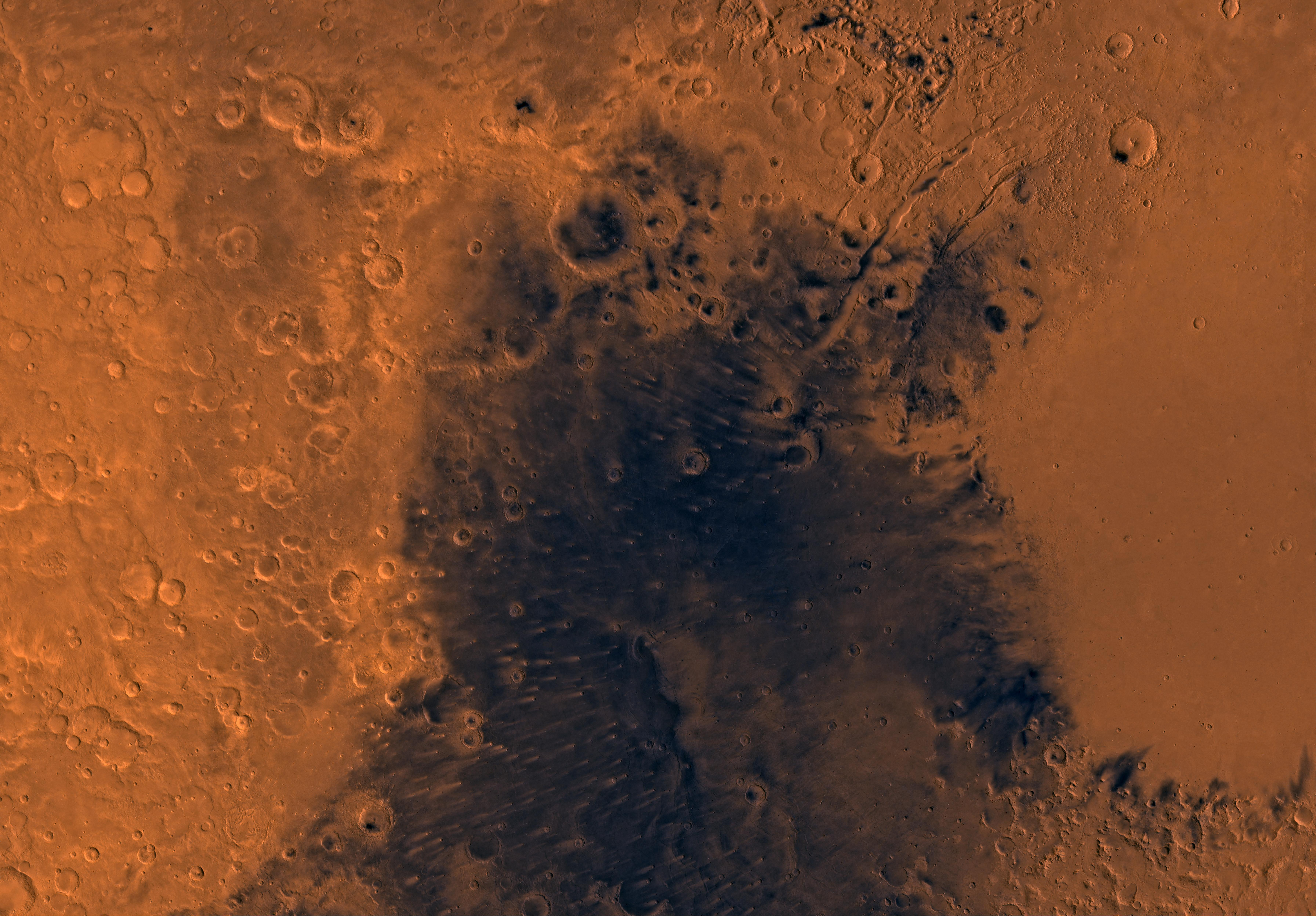
Темная область Большой Сирт.
Деталь альбедо (снимок НАСА)

В 1644 году итальянский иезуит Даниэлло Бартоли сообщил о наблюдении двух темных пятен на Марсе. Наблюдая в 1651, 1653 и 1655 годах планету в оппозиции, когда она больше всего сближается с Землей, итальянский астроном Джованни Баттиста Риччиоли совместно со своим учеником Франческо Мария Гримальди также отметили пятна с различной отражательной силой.
Голландский астроном Христиан Гюйгенс первым составил карту поверхности Марса, отражающую множество деталей местности. 28 ноября 1659 года он сделал несколько рисунков Марса, на которых были отображены различные темные области, позже сопоставленные с плато Большой Сирт и, возможно, одна из полярных шапок. В том же году ему удалось измерить период вращения планеты, равный, по его расчетам, 24 земным часам. Также он сделал грубую оценку диаметра Марса, предположив, что он равен около 60 % от диаметра Земли (эта оценка сопоставима с современным значением в 53 %).
Предположительно, первые наблюдения о существовании у Марса ледяной шапки на южном полюсе были сделаны итальянским астрономом Джованни Доменико Кассини в 1666 году. В том же году он использовал при наблюдениях Марса маркировку поверхности и определил период вращения, равный 24 ч. 40 м, что отличается от правильного значения менее чем на 3 минуты. В 1672 году Христиан Гюйгенс заметил нечёткую белую шапочку и на северном полюсе. Позже, в 1671 году, Кассини стал первым директором Парижской обсерватории, где он занимался решением проблемы о физическом масштабе Солнечной системы. Для этого из разных точек на Земле было измерено положение Марса на фоне звёзд — суточный параллакс. Из-за перигельной оппозиции Марса к Солнцу Марс в течение 1671 года находился в тесном сближении с Землей. Кассини и Жан Пикар наблюдали положение Марса в Париже, в это же время французский астроном Жан Рише сделал измерение положения в Кайенне (Южная Америка). Хотя эти наблюдения не были точны из-за качества астрономических инструментов, однако группа Кассини по результатам измерений получила значение, отличное от правильного не более чем на 10 %.
Английский астроном Джон Флемстид также провел эксперименты по измерению масштаба Солнечной системы и получил аналогичные результаты.
В 1704 году франко-итальянский астроном Жак Филипп Маральди провел систематические исследования южной шапки и заметил, что она претерпевает изменение с вращением планеты. Это свидетельствует о том, что центр шапки не расположен в полюсе планеты. Также он заметил, что шапки меняются в размерах с течением времени.
Немецко-английский астроном Уильям Гершель начал вести наблюдения Марса в 1777 году. Особенно его интересовали полярные шапки планеты. Через четыре года, в 1781 году, он отметил, что на юге шапка «очень большая», это он приписывал нахождению полюса на темной стороне планеты в течение последних 12 месяцев. В 1784 году южная шапка стала гораздо меньше, и это позволило предположить, что размер шапок зависит от сезона на планете и, следовательно, сами шапки состоят изо льда. В 1781 году Гершель вычислил два важных параметра: период вращения Марса, равный по его расчетам 24 ч. 39 м. 21 с., и наклон оси планеты от полюсов к плоскости орбиты, равный примерно 28,5°. Он отметил, что Марс «крупный, но с умеренным климатом, так что его жители, вероятно, попадают в ситуации во многом похожие на наши».
Между 1796 и 1809 годами французский астроном Оноре Фложерг заметил омрачение Марса, указав, что «вуаль цвета охры» закрыла поверхность. Возможно, это первый доклад о жёлтых облаках и пылевых бурях на Марсе.

## Исследование Марса в XIX веке

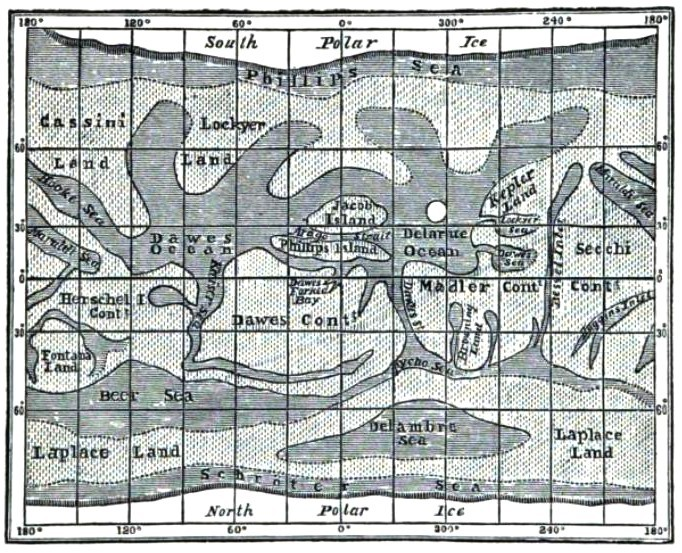
Версия карты Марса, опубликованная Ричардом Проктором в 1905 году

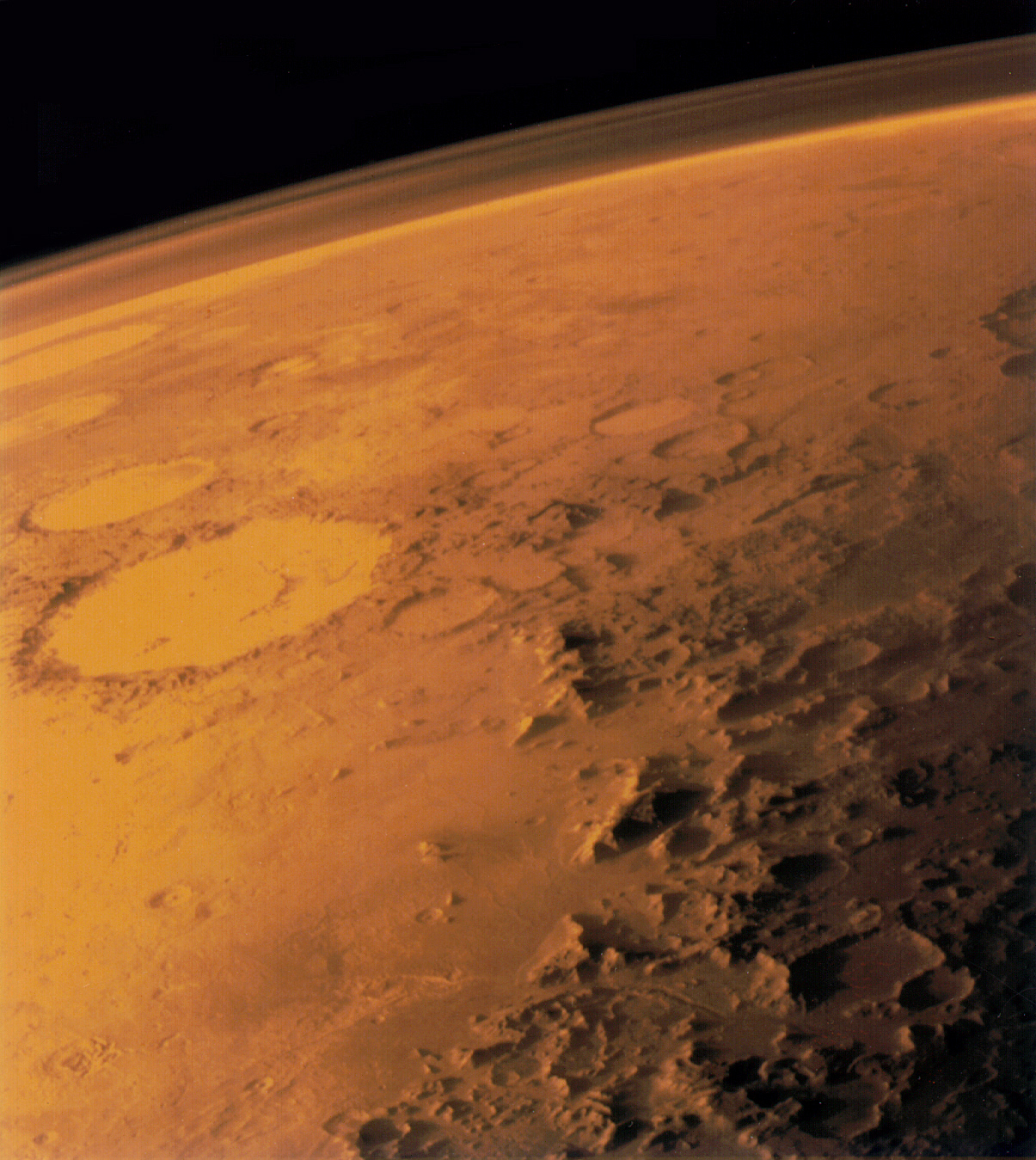
Атмосфера Марса

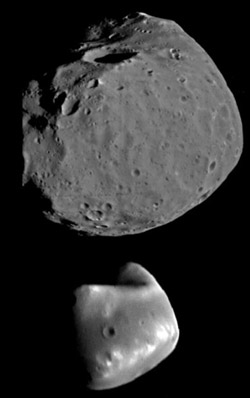
Фобос (сверху) и Деймос (снизу)

В начале XIX века повышение размера и качества оптики телескопов значительно сказалось на развитии астрономии и иных научных дисциплин. Наиболее заметным среди этих усовершенствований были двухкомпонентные ахроматические линзы с немецкой оптикой Йозефа Фраунгофера, которые по сравнению с предшественниками существенно устраняли кому — оптический эффект, который искажает внешний край изображения. В 1812 году Фраунгоферу удалось создать ахроматический объектив диаметром 190 миллиметров. Размер главной линзы является основным фактором, определяющим способность к фокусировке света (светосила) и разрешение телескопа.
В 1830 году во время противостояния Марса, два немецких астронома, Иоганн Генрих фон Медлер и Вильгельм Беер для детального изучения планеты использовали 95-миллиметровый рефрактор с оптической системой Фраунгофера. В качестве точки отсчёта они выбрали характерную особенность рельефа, отстоящую южнее от экватора на 8° (позже получившую название Синус Меридиан и выбранную в качестве нулевого меридиана Марса). Во время своих наблюдений они установили, что большинство особенностей поверхности Марса являются постоянными, а точнее, не меняются в период вращения планеты. В 1840 году Медлер скомбинировал изображения, полученные за 10 лет наблюдений, и составил более точную карту поверхности. Вместо того, чтобы давать название различным маркерам, Беер и Медлер обозначали их буквами; например Меридиан-Бэй (Синус Меридиан) был обозначен буквой «А».
В 1858 году, во время противостояния Марса, итальянский астроном Анджело Секки, работая в Ватиканской обсерватории, заметил на Марсе большие треугольные особенности голубого цвета, которые он назвал «Голубой Скорпион». Некоторые из этих сезонных облакоподобных образований обнаружил в 1862 году английский астроном Джозеф Норман Локьер, также они впоследствии были обнаружены и в других обсерваториях. В 1862 году, во время оппозиции Марса, голландский астроном Фредерик Кайзер провёл его картографирование. Сравнивая свои иллюстрации с иллюстрациями Христиана Гюйгенса и Роберта Гука, он смог уточнить период вращения, составивший 24 ч. 37 м. 22,6 с. с точностью до десятых долей секунды.
В 1863 году Анджело Секки создал первые цветные иллюстрации Марса. Для названий деталей поверхности он использовал имена знаменитых путешественников. В 1869 году он заметил два темных линейных объекта на поверхности, и назвал их «Canali», что по-итальянски обозначает «каналы» или «канавки». В 1867 году, на основе чертежей 1864 года английского астронома Уильяма Р. Дауэса, английский астроном Ричард Проктор создал более подробную карту Марса. Проктор назвал различные светлые и темные детали поверхности Марса в честь астрономов прошлого и современности, которые внесли вклад в наблюдения планеты. В том же десятилетии, французским астрономом Камилем Фламмарионом и английским астрономом Натаниэлем Грином было произведено сопоставление различных карт и номенклатур.
В Лейпцигском университете в 1862—1864 годах немецкий астроном Иоганн Золлнер использовал для наблюдения Марса спектроскоп, разработанный для измерения отражательной способности Луны, планет Солнечной системы и ярких звёзд, и получил суммарное альбедо Марса, равное 0,27. Между 1877 и 1893 годами немецкие астрономы Густав Мюллер и Пауль Кемпф наблюдали Марс с использованием спектроскопа Золлнера. Они обнаружили малый коэффициент фаз — вариацию отражательной способности в зависимости от угла, и сделали вывод том, что поверхность Марса относительно гладкая и без больших изломов.
В 1867 году французский астроном Пьер Жансен и британский астроном Уильям Хаггинс использовали спектроскоп для изучения атмосферы Марса. Они обнаружили, что оптический спектр Марса практически совпадает со спектром Луны. В полученном спектре не были обнаружены линии поглощения воды, поэтому Жансен и Хаггинс предположили, что в атмосфере Марса присутствует водяной пар. Этот результат был подтвержден в 1872 году немецким астрономом Германом Фогелем и в 1875 году английским астроном Эдвардом Маундером, но позже он оказался под вопросом.
В 1877 году положение Марса вследствие противостояния было особенно благоприятно для наблюдения. Шотландский астроном Дэвид Гилл использовал эту возможность, чтобы с острова Вознесения оценить суточный параллакс Марса. С помощью этих измерений он смог более точно определить расстояние от Земли до Солнца, исходя из относительного размера орбит Марса и Земли. Он также отметил, что из-за наличия атмосферы у Марса, которая ограничивает точность наблюдений, край диска наблюдаем нечетко, вследствие чего сложно определить точное положение планеты.
В августе 1877 года американский астроном Асаф Холл, используя 660-миллиметровый телескоп военно-морской обсерватории США, открыл два спутника у Марса. Имена спутников, Фобос и Деймос, были выбраны Холлом на основе предложения Генри Мадана, научного инструктора Итонского колледжа в Англии.
В 1894 году американский астроном Уильям Кэмпбелл обнаружил, что спектр Марса идентичен спектру Луны, бросив сомнения на развивающиеся теории о схожести атмосферы Марса и Земли. Предыдущие обнаружения воды в атмосфере Марса были объяснены неблагоприятными условиями наблюдений. Однако результаты, полученные Кэмпбеллом считались спорными и были подвергнуты критике некоторыми членами астрономического сообщества, пока не были впоследствии подтверждены американским астрономом Уолтером Адамсом в 1925 году.
Герман Струве использовал наблюдаемые изменения орбит спутников Марса для определения гравитационного воздействия планеты. В 1895 году он использовал эти данные для оценки диаметра планеты, и установил, что экваториальный диаметр на 1/190 больше полярного диаметра (в 1911 году он уточнил значение до 1/192). Этот результат был подтвержден американским метеорологом Вулардом в 1944 году.
Поверхность, затемнённая жёлтыми облаками, была отмечена в 1870 году, при наблюдениях Скиапарелли. Ещё одно доказательство существования облаков было получено во время противостояния 1892 года.

## Марсианские каналы

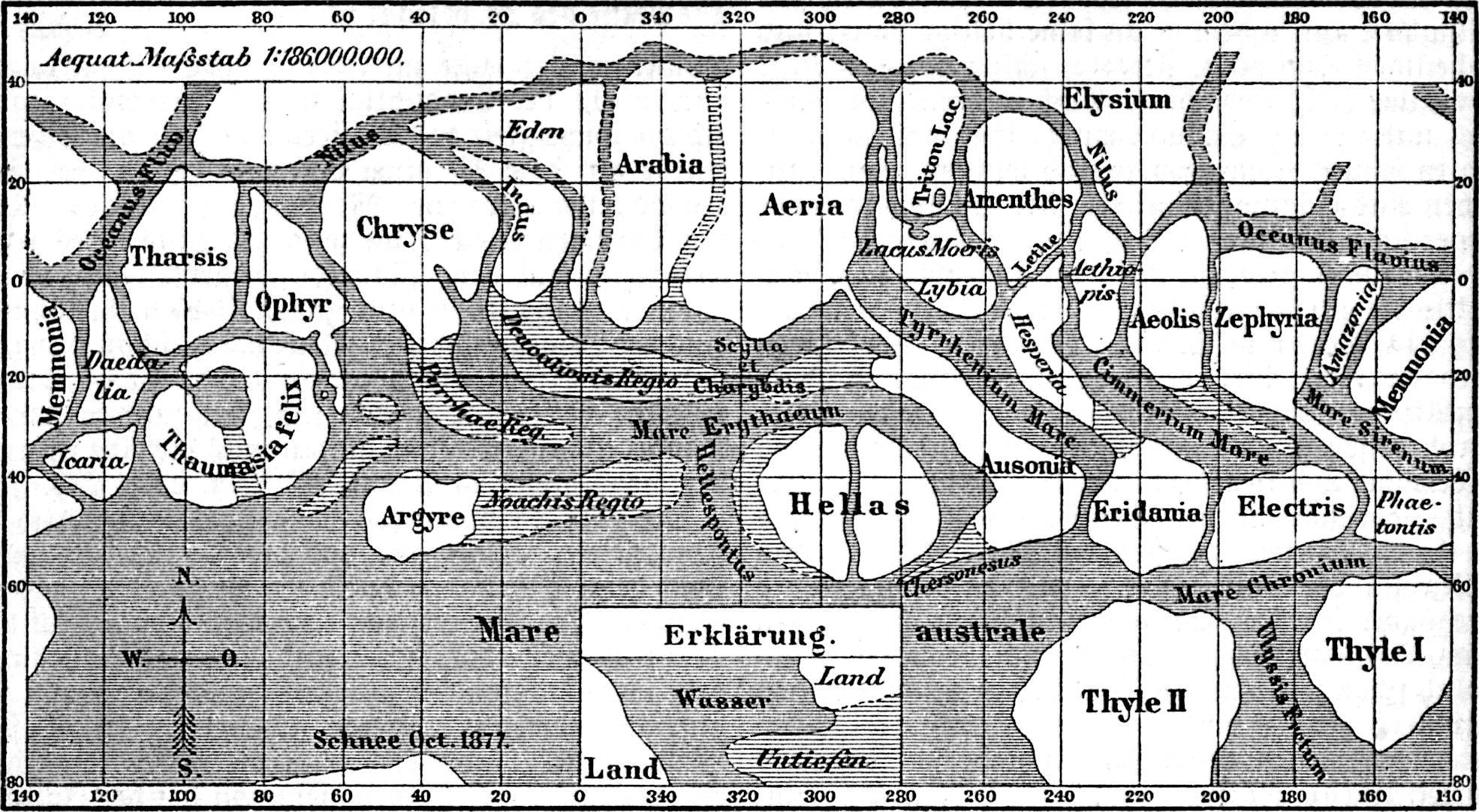
Карта Марса Джованни Скиапарелли

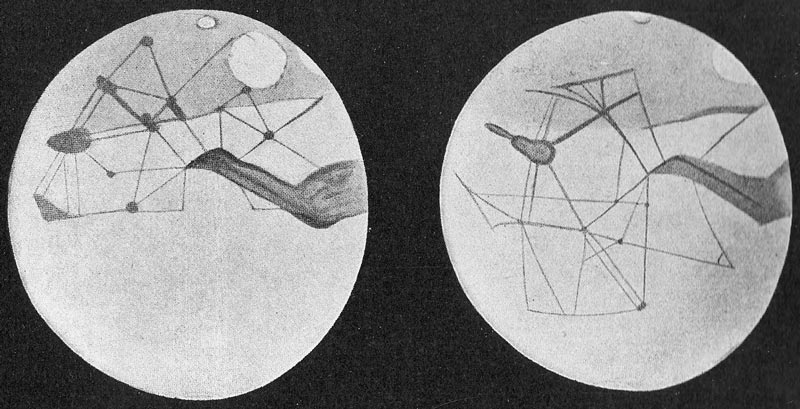
Марсианские каналы, зарисовка Персиваля Лоуэлла

В 1877 году, во время великого противостояния Марса, итальянский астроном Джованни Скиапарелли использует 22-сантиметровый телескоп для составления подробных карт планеты. В частности, на этих картах в виде тонких линий были указаны каналы (которым он дал имена известных рек на Земле), однако впоследствии было показано, что это оптическая иллюзия. В 1886 году английский астроном Уильям Ф. Деннинг отметил, что эти линейные объекты носили нерегулярный характер. В 1895 году английский астроном Эдвард Мондер убедился, что линейные объекты были просто суммированием многих мелких деталей.
В 1892 году французский учёный Камиль Фламмарион пишет о том, что эти каналы похожи на антропогенные, которые представители разумной расы могли бы использовать для перераспределения воды по умирающему марсианскому миру. Он выступает за существование таких жителей, и предположил, что они могут быть более развитыми, чем люди.
Под влиянием наблюдений Скиапарелли, востоковед Персиваль Лоуэлл основал обсерваторию с 30- и 45-сантиметровыми (12- и 18-дюймовыми) телескопами. Он выпустил несколько книг о Марсе и о жизни на планете, которые оказали большое влияние на общественное мнение. Каналы также были обнаружены другими астрономами, такими как Генри Джозеф Перротен и Луи Толлон, с помощью 38-сантиметрового рефрактора, одним из крупнейших телескопов того времени.
Начиная с 1901 года А. Е. Дугласом были предприняты усилия по фотографированию каналов Марса; эти усилия увенчались успехом, когда в 1905 году Карл Отто Лампланд опубликовал фотографии каналов. Хотя эти результаты были широко приняты научным сообществом, их оспаривали некоторые учёные: французский астроном Эжен Антониади, английский натуралист Альфред Уоллес, и другие, так как «слабыми» телескопами каналы не наблюдались.

## Исследование Марса при помощи телескопов в XX веке

Пыльные демоны, сфотографированные марсоходом Opportunity (цифры в левом нижнем углу отображают время в секундах с момента первого кадра).

Во время противостояния 1907 года было получено ещё одно доказательство существования облаков. В 1909 году Антониади отметил, что наличие жёлтых облаков было связано с затемнением альбедо. Он обнаружил, что на поверхности Марса появлялось больше жёлтого в оппозиции, когда планета была ближе к Солнцу, и, следовательно, получала больше энергии. В качестве причины появления этих облаков он называл поднятые ветром песок и пыль.
Используя вакуумные термопары в 254-сантиметровом (100-дюймовом) телескопе Хукера в обсерватории Маунт-Вильсон, в 1924 году американские астрономы Сет Барнс Никольсон и Эдисон Петтит смогли измерить тепловую энергию, излучаемую поверхностью Марса. Они определили, что температура колебалась от −68 °C (−90 °F) на полюсе до +7 °C (+45 °F) в середине диска (что соответствует экватору).
В том же году измерением энергии Марса занялись американский физик Уильям Кобленц и американский астроном Карл Отто Лампланд. Результаты показали, что ночная температура на Марсе снижалась до −85 °C (−121 °F), что указывает на «огромные суточные колебания» в температурах.
Температура марсианских облаков составляла до −30 °C (−22 °F).
В 1926 году, путём измерения спектральных линий красного смещения орбитальных движений Марса и Земли, американский астроном Уолтер Сидни Адамс смог непосредственно измерить количество кислорода и водяного пара в атмосфере Марса. Он определил, что «экстремальные условия пустыни» были широко распространены и на Марсе.
В 1934 году Адамс и американский астроном Теодор Данэм-младший установили, что количество кислорода в атмосфере Марса составляет менее 1 % от соответствующего значения для эквивалентного объёма атмосферы Земли.
В 1920-е годы французский астроном Бернар Лио использовал поляриметр для исследования свойств поверхности Луны и планет. В 1929 году он отметил, что поляризованный свет, исходящий от марсианской поверхности, очень похож на излучение Луны, хотя и предположил, что некоторые его наблюдения могут быть объяснены холодом, или, возможно, растительностью. На основании количества солнечного света, рассеянного в атмосфере Марса, он оценил толщину атмосферы Марса в 1/15 толщины атмосферы Земли. Это ограничивало поверхностное давление до уровня не более 2,4 кПа (24 мбар). Используя инфракрасный спектрометр, в 1947 году голландско-американский астроном Джерард Койпер обнаружил двуокись углерода в атмосфере Марса. Он смог оценить, что количество углекислого газа в атмосфере вдвое больше, чем на Земле. Тем не менее, поскольку он переоценил давление на поверхности Марса, Койпер ошибочно заключил, что ледяные шапки не могут состоять из замерзшей углекислоты. В 1948 году американский метеоролог Сеймор Хесс выяснил, что для образования разреженных марсианских облаков нужно всего 4 мм осадков и давления насыщенного пара 0,1 кПа (1 мбар).
В 1927 году голландский магистр Киприанус Эниус ван дер Бош оценил массу Марса, исходя из движения его спутников, с точностью 0,2 %. Этот результат был подтверждён голландским астрономом Виллемом Де Ситтером. Основываясь на наблюдениях вблизи Земли астероида Эрос с 1926 по 1945 годы, немецко-американский астроном Евгений Карл Рабе произвёл независимую оценку массы Марса на основании гравитационных возмущений орбиты астероида. Сам он оценил точность своих измерений в 0,05 %, но впоследствии было показано, что она была гораздо ниже, в частности, по сравнению с другими методами.
В 1963 году с помощью 100-дюймового телескопа в обсерватории Маунт-Вильсон учёные во главе с Хайроном Спинрадом зарегистрировали линии поглощения молекул воды в спектре атмосферы Марса (в особенности линии 8189,27 Å), что стало первым свидетельством наличия гидросферы Марса. Впоследствии они получили более подробные данные — изменение содержания воды в зависимости от широты и времени года, в частности, корреляцию с динамикой полярных шапок.
В науке принята предложенная Скиапарелли система названий обширных светлых и темных областей и более мелких деталей поверхности Марса. Скиапарелли выделил следующие типы темных деталей: собственно моря, обозначавшиеся латинским термином Mare, заливы Sinus, озера Lacus, болота Palus, низины Depressio, мысы Promontorium, проливы Fretum, источники Fons, области Regio.
Первый стандартизованный список наименований (с учётом карты Антониади 1929 года) и координат 128 основных деталей альбедо Марса был принят в 1958 году на X генеральной ассамблее Международного астрономического союза.
В 1970 году создана рабочая группа по наименованиям для Марса. В 1973 году группы по наименованиям преобразованы и расширены, была создана Рабочая группа по наименованиям в Солнечной системе (англ. Working Group for Planetary System Nomenclature, WGPSN) для стандартизации наименований для Марса и других космических объектов.

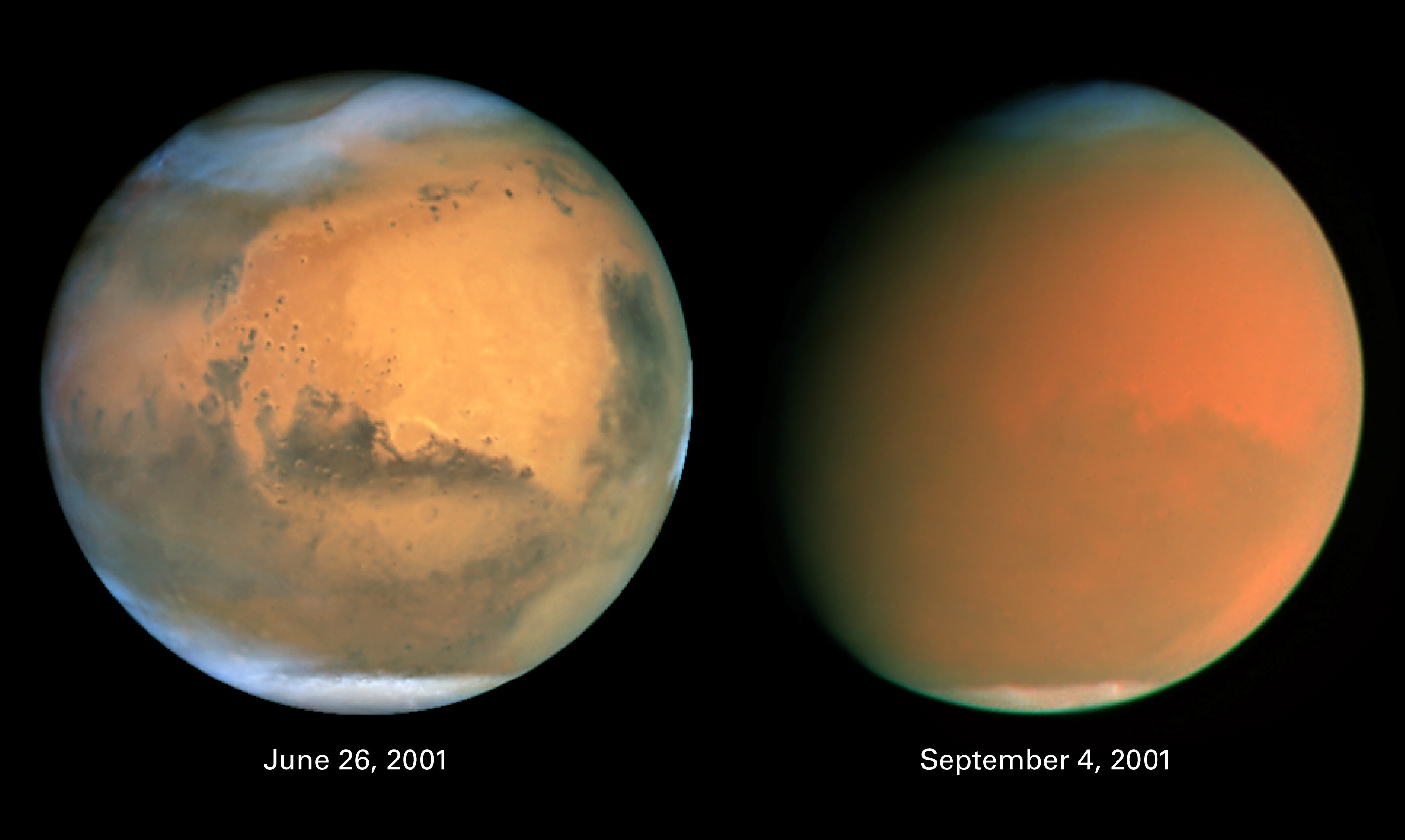
Фотографии Марса, на которых видна пыльная буря (июнь-сентябрь 2001 года).

В 1969 году организован Международный планетный патруль (англ. International Planetary Patrol Program) в составе семи обсерваторий, расположенных сравнительно равномерно по долготе и недалеко от экватора. Цель патруля — наблюдение широкомасштабных атмосферных явлений и деталей поверхности планет а также получение непрерывных серий снимков. Обсерватории патруля оснащены однотипными телескопами и фотокамерами с электронным оборудованием, обеспечивающим заданную длительность экспозиций, регистрацию даты и времени снимка и других его характеристик.
Обсерватории патруля следят за облаками и пыльными бурями, а также сезонными изменениями поверхности Марса. Проведены подробные наблюдения марсианских пыльных бурь 1971 и 1973 годов. Полученные изображения отражают марсианские сезонные изменения и показывают, что большинство марсианских пылевых бурь происходят, когда планета находится ближе всего к Солнцу.
Изучение характеристик Марса удалённо с помощью телескопов — как наземных, так и орбитальных — продолжалось и во второй половине XX века на разных частотах: в инфракрасном диапазоне — определение состава поверхности, ультрафиолетовом и субмиллиметровом — определение состава атмосферы, радиодиапазоне — измерение скоростей ветра.

## Исследование Марса космическими аппаратами в XX—XXI веках

### Изучение с помощью орбитальных телескопов

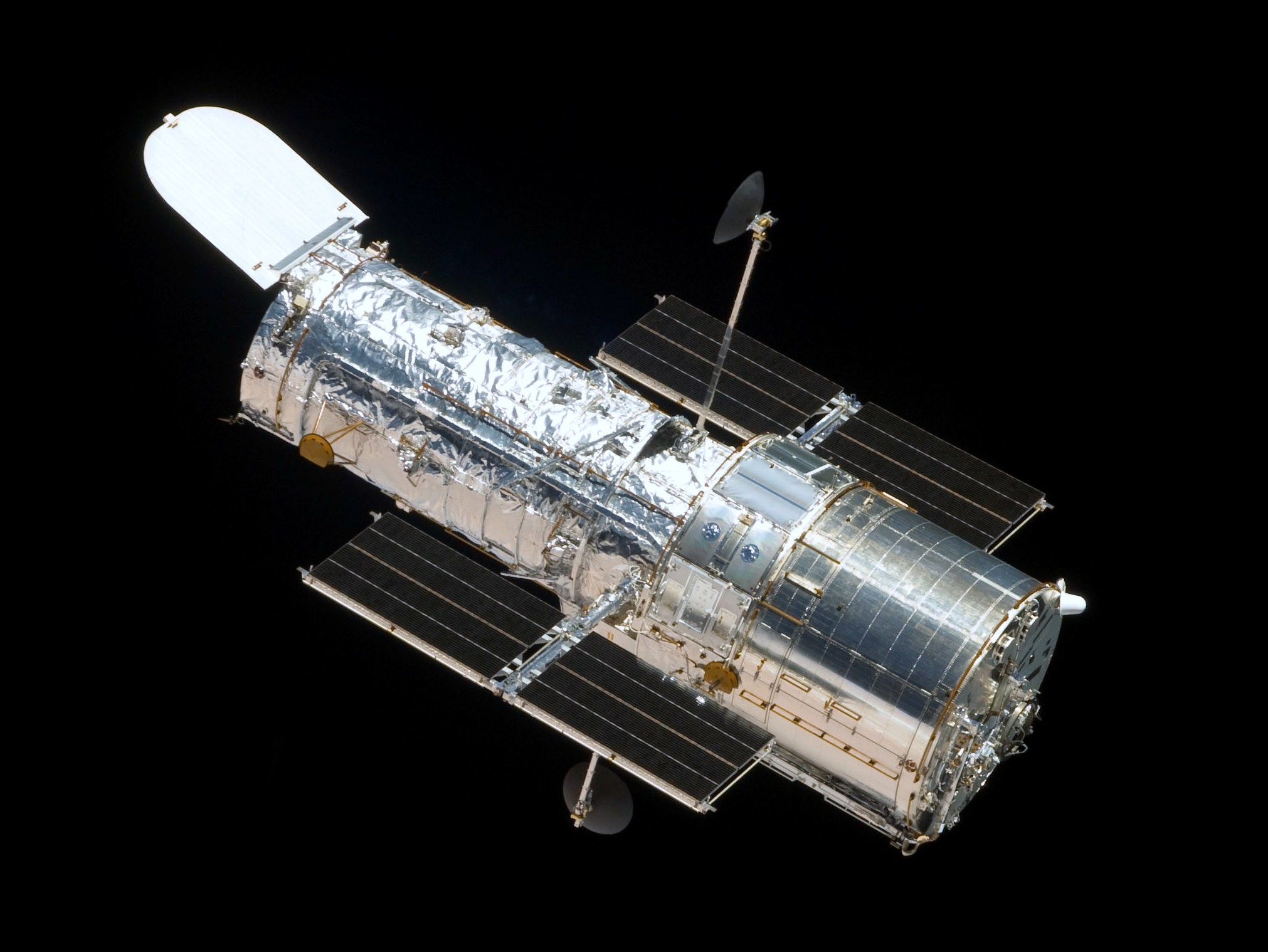
Космический телескоп «Хаббл»

Снимки, полученные наземными телескопами, оснащёнными ПЗС-матрицами, позволяют вести регулярные наблюдения за погодой на Марсе во время противостояний. Телескоп Хаббл также использовался для систематического изучения Марса; им были отсняты изображения с наилучшим разрешением среди полученных с Земли и околоземной орбиты. Когда Марс находится на угловом расстоянии 50° и более от Солнца, Хаббл может делать подробные снимки Марса, в том числе полушария целиком, что даёт возможность полностью оценить погодную обстановку.
Излучение в рентгеновском диапазоне с Марса впервые было зафиксировано в 2001 году телескопом Чандра. В 2003 году показано, что вклад в него вносят рентгеновское излучение Солнца, рассеиваемое в верхней атмосфере Марса, и взаимодействие ионов, приводящее к обмену зарядами. Излучение, генерируемое вторым источником, наблюдалось на расстоянии до 8 радиусов планеты телескопом XMM-Newton.

### Исследование Марса межпланетными станциями

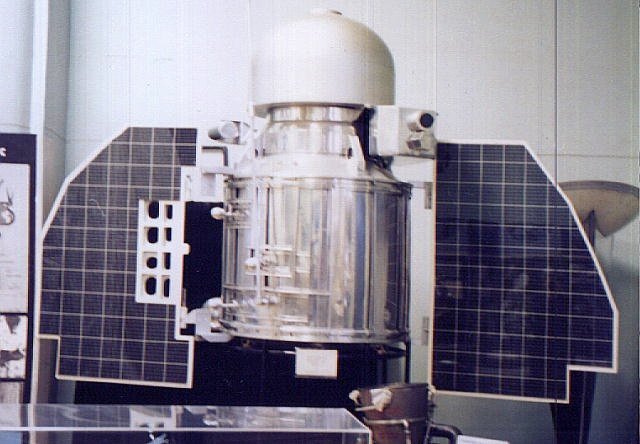
Советский КА Марс 1М

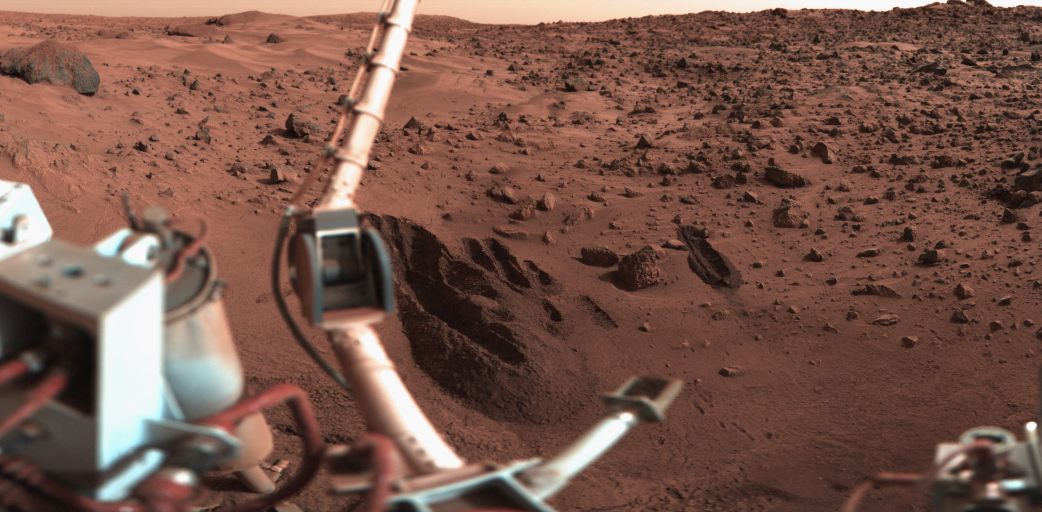
Фото поверхности, сделанное «Викингом-1»

С 1960 года начались запуски автоматических межпланетных станций (АМС) для изучения Марса. До 1971 года было 14 запусков автоматических межпланетных станций к Марсу, 10 из которых были неудачными.
Вначале исследования планеты проводились с пролётной траектории (Маринер-4, Маринер-6, Маринер-7), а затем с орбиты искусственного спутника и непосредственно на поверхности. Первым космическим аппаратом, исследовавшим Марс с пролётной траектории, стал американский Маринер-4. Первым искусственным спутником Марса стал американский Маринер-9, аппарат впервые сделал фотографии поверхности с разрешением в несколько сотен метров.
Первым совершил посадку на Марс спускаемый аппарат советской АМС Марс-3 в 1971 году. Передача данных с автоматической марсианской станции началась вскоре после её посадки на поверхность Марса, но прекратилась через 14,5 секунд. Попытки мягкой посадки автоматической марсианской станции спускаемыми аппаратами советских АМС Марс-2 в 1971 году и Марс-6, Марс-7 в 1973 году были неудачными.
Первая работающая автоматическая марсианская станция являлась частью американской АМС Викинг-1. Станция после мягкой посадки в 1976 году передала первые снимки с поверхности Марса, провела первые непосредственные исследования атмосферы и грунта.
Основными задачами изучения Марса с орбиты искусственных спутников в 1970-е годы являлось определение характеристик атмосферы и фотографирование поверхности. Было предусмотрено изучение магнитного и гравитационного полей планеты, её тепловых характеристик, рельефа и прочего, для чего были запущены советские автоматические межпланетные станции «Марс-2» и «Марс-3». В районе посадки станции предполагалось определение физических характеристик грунта, определение характера поверхностной породы, экспериментальная проверка возможности получения телевизионных изображений окружающей местности, и так далее. Спускаемый аппарат «Марс-3» совершил мягкую посадку на поверхность «красной планеты» между областями Электрис и Фаэтонтис в районе с координатами 45° ю. ш. и 158° з. д. На его борту был установлен вымпел с изображением герба СССР. Через 1 минуту 30 секунд после посадки АМС была приведена в рабочее состояние, и в 16 часов 50 мин. 35 сек. началась передача видеосигналов с поверхности планеты. Они были приняты и записаны на борту искусственного спутника «Марс-3» и затем в сеансах радиосвязи переданы на Землю. Принятые с поверхности Марса видеосигналы были непродолжительными (около 20 сек.) и резко прекратились.
В комплексе экспериментов, проводившихся на спутниках «Марс»-2 и 3, фотографированию планеты отводилась вспомогательная роль, связанная главным образом с обеспечением привязки результатов измерений в других спектральных интервалах.
Разработчики фототелевизионной установки (ФТУ) использовали неправильную модель Марса, из-за чего были выбраны неправильные выдержки ФТУ. Снимки получались пересветленными, практически полностью непригодными. После нескольких серий снимков (в каждой по 12 кадров) фототелевизионная установка не использовалась. Вместе с тем, снимки, выполненные на «Марсе-3» с больших расстояний, позволили уточнить оптическое сжатие планеты (отличающееся от динамического), строить профили рельефа по изображению края диска на участках большой протяженности, получить цветные изображения диска Марса путём синтезирования фотоизображений, сделанных с различными светофильтрами.
При изучении Марса советские автоматические межпланетные станции «Марс-2», «Марс-3» и «Марс-5» стали искусственными спутниками планеты.
Американские космические аппараты «Викинг» изучали Марс в течение нескольких лет (с 1976 года) как с орбиты, так и непосредственно на поверхности. В частности, были проведены эксперименты по обнаружению микроорганизмов в грунте, не давшие положительного результата. Впервые был сделан химический анализ грунта и переданы фотографии поверхности. Автоматические марсианские станции длительное время вели наблюдения марсианской погоды, а по данным орбитальных аппаратов была составлена подробная карта Марса. 6 ноября 1976 года на 80-й день работы на Марсе сейсмометр «Викинга-2» зафиксировал одно вероятное марсотрясение магнитудой 2,8 по шкале Рихтера.

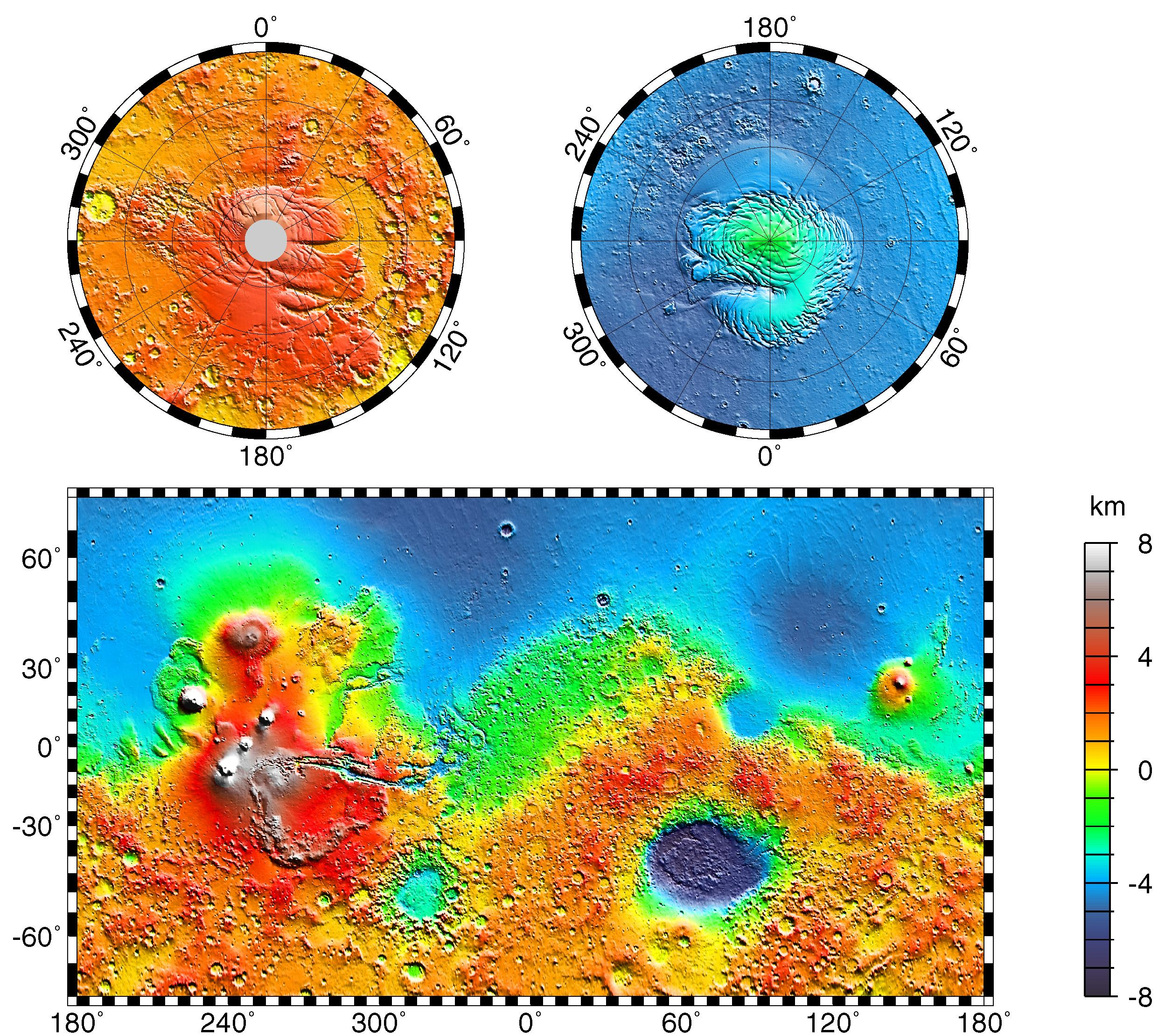
Современная топографическая карта Марса

Искусственный спутник Марс Одиссей обнаружил, что под поверхностью Красной планеты есть залежи водяного льда. Позже это было подтверждено и другими аппаратами С помощью камеры THEMIS (Thermal Emission Imaging System — камера, создающая изображение на основании анализа теплового излучения) была получена точная карта Марса (пространственное разрешение карты составляет 100 метров для всей поверхности Красной планеты). Для её составления учёные использовали 21 тысячу фотографий, сделанных искусственным спутником за восемь лет.
Окончательно вопрос о наличии воды на Марсе был решён в 2008 году, когда автоматическая марсианская станция «Феникс», севшая в полярном регионе планеты, получила воду из марсианского грунта.
Искусственный спутник Марс-экспресс представил доказательства в пользу гипотезы, предполагающей, что спутник Марса Фобос сформировался не из астероидов главного пояса, а из материала Красной планеты. Учёные изучали состав Фобоса при помощи фурье-спектрометра, размещенного на его борту. Помимо изучения состава Фобоса исследователи провели наиболее точное на сегодняшний день определение массы марсианского спутника и его плотности.
Радар MARSIS, установленный на аппарате «Марс-экспресс», показал наличие подлёдного озера на Марсе, расположенного на глубине 1,5 км подо льдом Южной полярной шапки (на Planum Australe), шириной около 20 км. Это стало первым известным постоянным водоёмом на Марсе.
9 февраля 2013 года аппарат «Кьюриосити» осуществил первое бурение грунта на глубину 3—5 см.
6 апреля 2019 года сейсмометр SEIS, установленный на поверхность Марса рядом с зондом InSight, зафиксировал первый сейсмический сигнал, предположительно от небольшого марсотрясения. Два самых сильных марсотрясения, зарегистрированных в 2019 году, имели магнитуду 3,5 и 3,6 по шкале Рихтера. 7 и 18 марта 2021 года сейсмометр SEIS зафиксировал два марсотрясения магнитудой 3,3 и 3,1 по шкале Рихтера. Почти 50 марсотрясений магнитудой более 2 по шкале Рихтера, зарегистрированных сейсмометром SEIS, позволили учёным сделать вывод о том, что верхняя мантия на Марсе простирается на глубину примерно 700—800 км, а радиус ядра Марса составляет от 1810 до 1860 км.

#### Завершённые миссии
- «Маринер-4», 1964 год. Первое исследование Марса с пролётной траектории, первые снимки другой планеты с близкого расстояния.
- «Маринер-6» и «Маринер-7», 1969 год. Исследование Марса с пролётной траектории. Первое исследование состава атмосферы с применением спектроскопических методик и определение температуры поверхности по измерениям инфракрасного излучения. Получение снимков поверхности.
- «Маринер-9», 1971 год. Первый искусственный спутник Марса, первое картографирование поверхности.
- «Марс-2», 1971 год. Искусственный спутник Марса и первая попытка мягкой посадки автоматической марсианской станции с помощью спускаемого аппарата (неудачная).
- «Марс-3», 1971 год. Искусственный спутник Марса; первая мягкая посадка на Марсе, первая автоматическая марсианская станция (неудачная, передача данных со станции прекратилась вскоре после посадки).
- «Марс-4», 1974 год. Исследование Марса с пролётной траектории (неудачная, не удалось вывести на орбиту искусственного спутника Марса).
- «Марс-5», 1974 год. Искусственный спутник Марса (частично удачная, время работы спутника около двух недель).
- «Марс-6», 1974 год. Облёт Марса и попытка мягкой посадки автоматической марсианской станции с помощью спускаемого аппарата (неудачная, в непосредственной близости к поверхности Марса потеряна связь), первые прямые измерения состава атмосферы, давления и температуры во время снижения спускаемого аппарата на парашюте.
- «Марс-7», 1974 год. Облёт Марса и попытка мягкой посадки автоматической марсианской станции с помощью спускаемого аппарата (неудачная, спускаемый аппарат пролетел мимо Марса).
- «Викинг-1», 1976 год. Искусственный спутник Марса и первая работающая автоматическая марсианская станция; первые снимки, переданные с поверхности Марса, первые непосредственные исследования атмосферы и грунта, первые эксперименты по поиску жизни на Марсе.

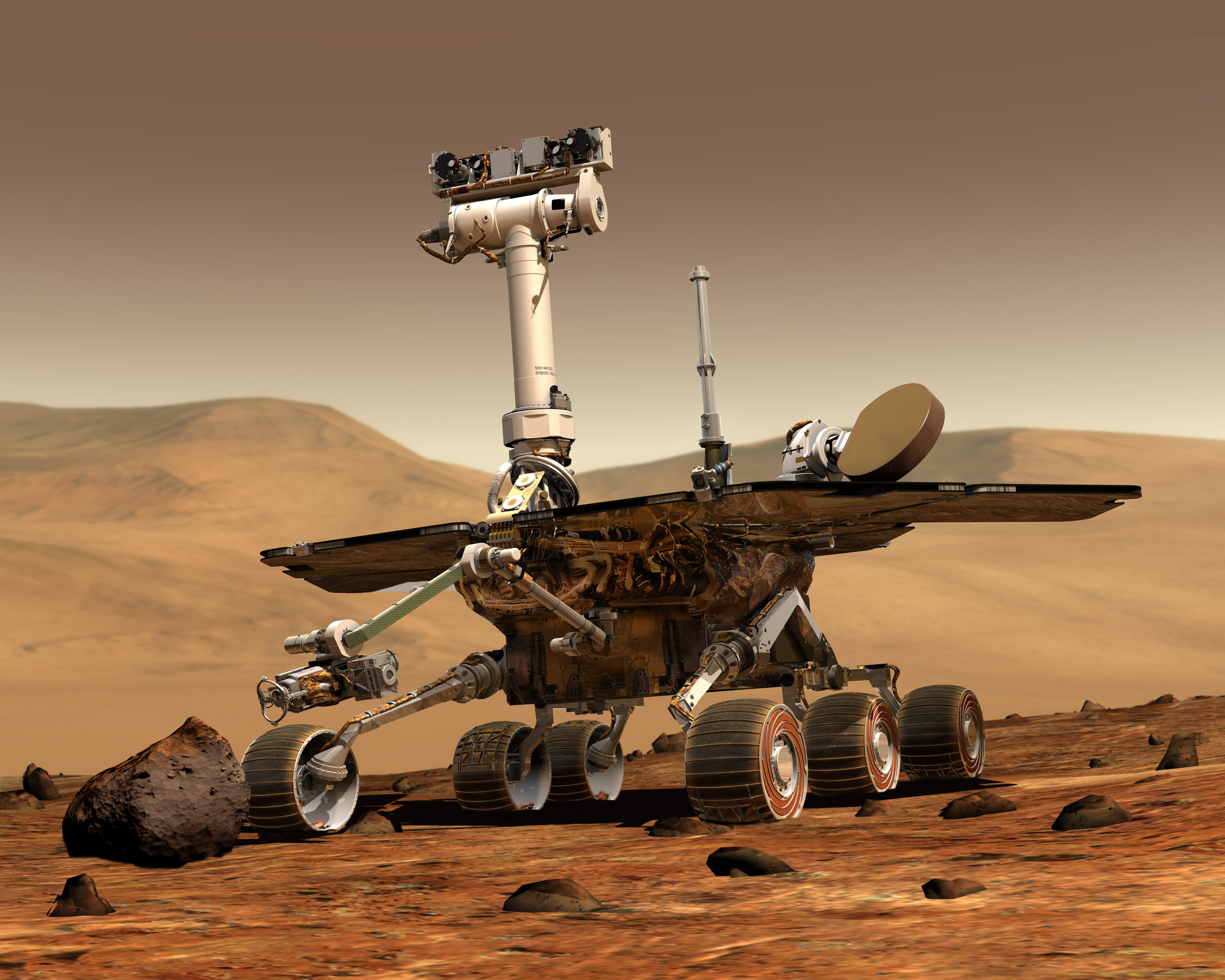
Марсоход Спирит (компьютерная графика, стереокартинка)

- «Викинг-2», 1976 год. Искусственный спутник Марса и автоматическая марсианская станция; снимки, переданные с поверхности Марса, непосредственные исследования атмосферы и грунта, эксперименты по поиску жизни на Марсе.
- «Фобос-2», 1989 год. Искусственный спутник Марса (потеряна связь перед попыткой посадки спускаемого аппарата на Фобос).
- Mars Global Surveyor, 1996 год. Искусственный спутник Марса (время работы 1996—2004 гг.).
- Mars Pathfinder, 1997 год. Автоматическая марсианская станция и первый марсоход Соджонер (время работы 4 июля 1997 года — 27 сентября 1997 года).
- «Спирит», 2004 год. Марсоход (время работы 4 января 2004 года — 22 марта 2010 года).
- «Оппортьюнити», 2004 год. Марсоход (время работы 25 января 2004 года — 10 июня 2018 года).
- Phoenix, 2007 год. Автоматическая марсианская станция. Первая автоматическая марсианская станция в полярном районе (время работы 25 мая 2008 года — 2 ноября 2008 года).
- «InSight», 2018 год. Посадочный модуль с сейсмометром SEIS (время работы 26 ноября 2018 года — 22 декабря 2022 года).
- «Чжужун», 2021 год. Марсоход и «ноу-нейм» посадочный модуль с научным оборудованием (время работы 14 мая 2021 года — май 2022 года).

#### Неудавшиеся миссии
| Миссия                                        | Год  | Страна (заказчик/изготовитель) | Причина неудачи                                                            |
| --------------------------------------------- | ---- | ------------------------------ | -------------------------------------------------------------------------- |
| «Марс 1960А»                                  | 1960 | СССР                           | Авария ракеты-носителя                                                     |
| «Марс 1960Б»                                  | 1960 | СССР                           | Авария ракеты-носителя                                                     |
| «Марс 1962А»                                  | 1962 | СССР                           | Не сработала разгонная ступень                                             |
| «Марс-1»                                      | 1962 | СССР                           | Отказ системы ориентации                                                   |
| «Марс 1962B»                                  | 1962 | СССР                           | Не сработала разгонная ступень                                             |
| «Маринер-3»                                   | 1964 | США                            | Не отделился головной обтекатель                                           |
| «Зонд-2»                                      | 1964 | СССР                           | Не попал в район Марса                                                     |
| «Марс 1969А»                                  | 1969 | СССР                           | Авария ракеты-носителя                                                     |
| «Марс 1969В»                                  | 1969 | СССР                           | Авария ракеты-носителя                                                     |
| «Маринер-8»                                   | 1971 | США                            | Авария ракеты-носителя                                                     |
| «Космос-419»                                  | 1971 | СССР                           | Не сработала разгонная ступень                                             |
| АМС «Фобос-1»                                 | 1988 | СССР                           | Утеряна связь                                                              |
| Mars Observer                                 | 1992 | США                            | Утеряна связь                                                              |
| «Марс-96»                                     | 1996 | Россия                         | Не сработала разгонная ступень                                             |
| «Нодзоми»                                     | 1998 | Япония                         | Не удалось вывести на орбиту вокруг Марса                                  |
| Mars Climate Orbiter                          | 1999 | США                            | Авария при попытке вывода на орбиту вокруг Марса                           |
| Mars Polar Lander                             | 1999 | США/Россия                     | Авария при посадке                                                         |
| Deep Space 2                                  | 1999 | США                            | Утеряна связь после входа в атмосферу                                      |
| «Бигль-2» (посадочный модуль «Марс-экспресс») | 2003 | ЕКА                            | Неполное развертывание панелей солнечных батарей после посадки             |
| «Фобос-Грунт»                                 | 2011 | Россия                         | Отказ бортового вычислительного комплекса; Не включилась разгонная ступень |
| «Инхо-1»                                      | 2011 | Китай                          | Должен был быть доставлен в миссии Фобос-Грунт                             |
| «Скиапарелли»                                 | 2016 | ЕКА/Россия                     | Авария при посадке                                                         |

#### Текущие миссии

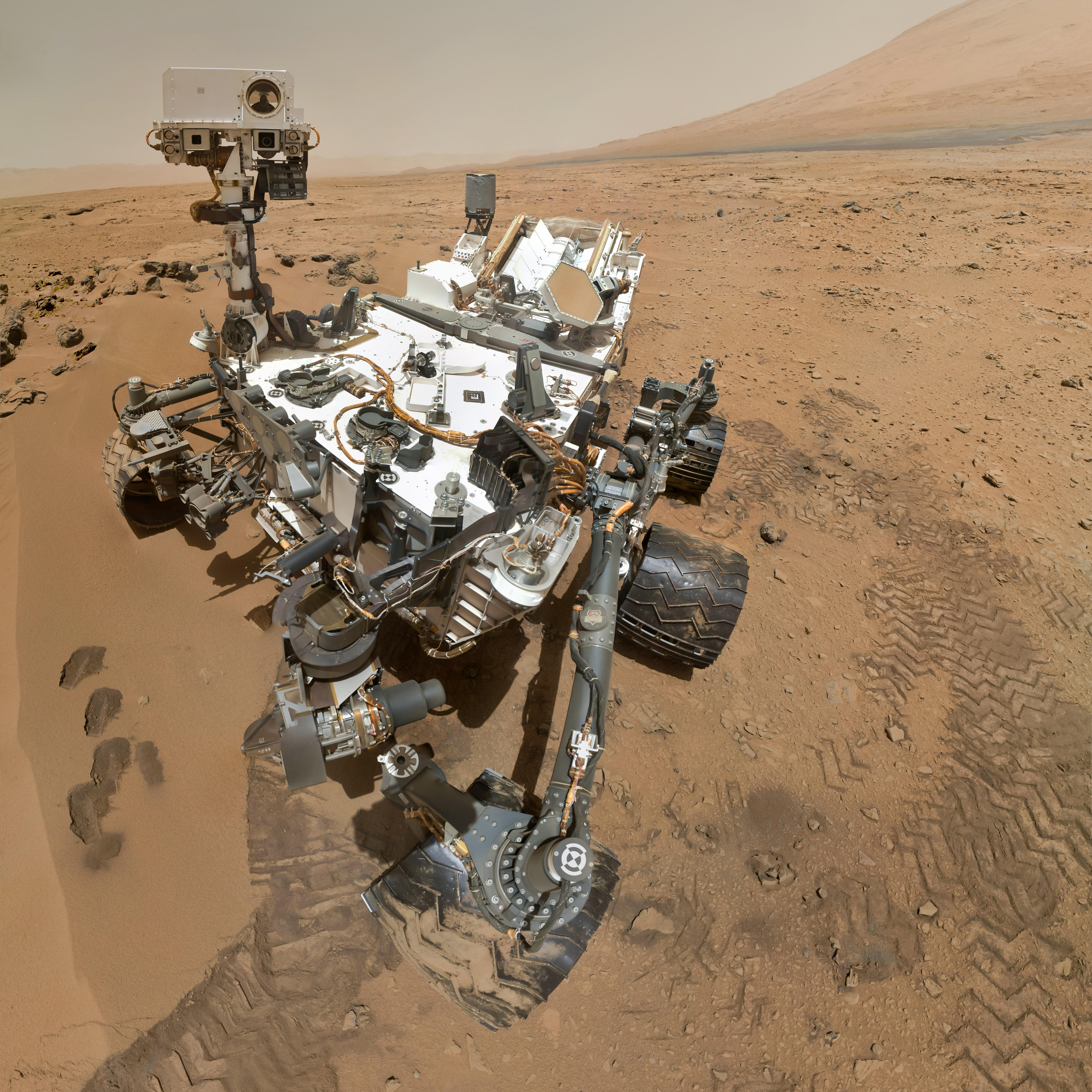
Автопортрет марсохода Кьюриосити

На орбитах вокруг Марса работают восемь искусственных спутников:
- «Марс Одиссей» (с 24 октября 2001 года);
- «Марс-экспресс» (с 25 декабря 2003 года);
- Mars Reconnaissance Orbiter (с 10 марта 2006 года);
- MAVEN (с 22 сентября 2014 года);
- «Мангальян» (с 24 сентября 2014 года).
- Trace Gas Orbiter (с 19 октября 2016 года).
- «Аль-Амаль» (с 9 февраля 2021 года)
- «Тяньвэнь-1» (с 10 февраля 2021 года)

На поверхности планеты работают автоматические станции:
- «Кьюриосити» (Mars Science Laboratory) (с 6 августа 2012 года);
- «Персеверанс» (с 19 февраля 2021 года)[107].

## Исследование марсианских метеоритов в XX—XXI веках

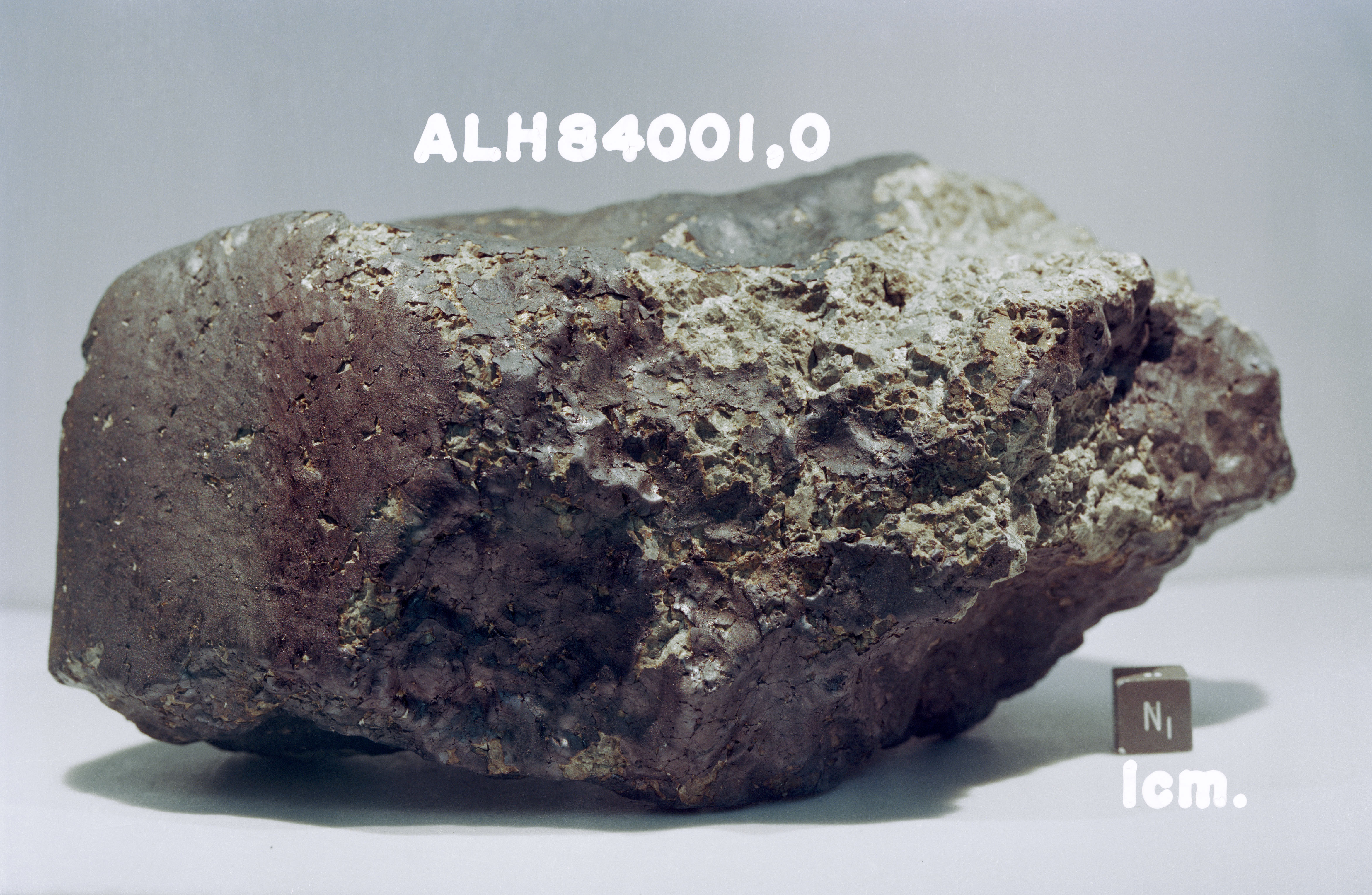
Метеорит ALH84001

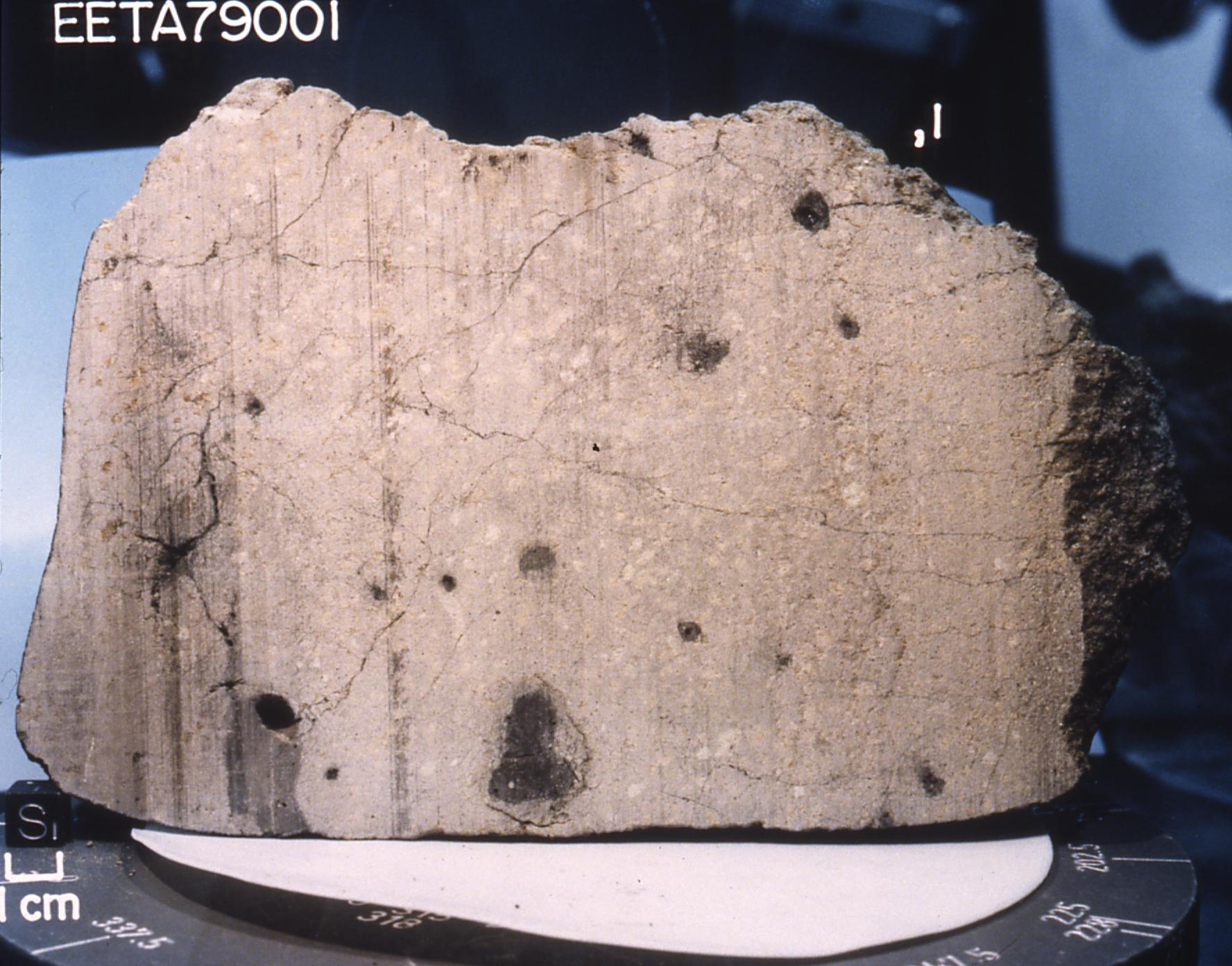
Метеорит EETA79001

В 1983 году анализ метеоритов шерготит, нахлитов и шассиньи (сокращенно SNC — по первым буквам названий населённых пунктов Shergotty (Шерготти) в Индии, Nakhia (Накла) в Египте и Chassigny (Шассиньи) во Франции, вблизи которых нашли метеориты соответственно в 1865, 1911 и 1815 гг.) показал, что они возникли на Марсе. Найденный в Антарктиде в 1984 году метеорит ALH84001 значительно старше остальных и содержит полициклические ароматические углеводороды, возможно, имеющие биологическое происхождение. Считается, что он попал на Землю с Марса, поскольку соотношение изотопов кислорода в нём не такое, как в земных породах или не-SNC-метеоритах, а такое, как в метеорите EETA79001, содержащем стёкла с включениями пузырьков, в которых состав благородных газов отличается от земного, но соответствует атмосфере Марса. В 1996 году было объявлено, что этот метеорит может содержать данные о микроскопических окаменелостях марсианских бактерий. Однако этот вывод остается спорным. Химический анализ марсианских метеоритов показывает, что температура поверхности Марса, скорее всего, была ниже точки замерзания воды (0 °C) в течение большей части последних 4 миллиардов лет.

## Дальнейшее изучение Марса
Дальнейшее изучение Марса связано с двумя основными направлениями: продолжением исследования планеты автоматическими космическими аппаратами и осуществлением пилотируемого полёта на Марс (и возможной колонизацией в дальнейшем).
Недавно руководство НАСА привлекло несколько научно-исследовательских организаций, которым поручено приступить к разработке «роя» будущих роботов-исследователей Красной Планеты. Исследования, проведённые группами ученых из Японии и университета Алабамы, показали, что небольшие роботы, скопированные с земных насекомых, вполне способны выжить в неблагоприятных марсианских условиях. Крылья этих лёгких роботов могут обеспечить силу тяги, достаточную для полетов в разреженной атмосфере Марса, которая в сто раз тоньше атмосферы Земли.
Роботы Marsbees будут запускаться с небольшого марсохода, который станет для них мобильной базой. Эта база будет подзаряжать аккумуляторы роботов Marsbees и обеспечивать их всеми необходимыми коммуникациями, передавая по цепочке на Землю всю собираемую информацию. В принципе, такую же работу выполняют сами марсоходы, находящиеся сейчас на Красной Планете, но использование летающих помощников поможет им охватить большие области и собрать большее количество научной информации.

### Планируемые миссии
- прочие (см. шаблон ниже).
- Американская компания SpaceX заявила осенью 2016 года о планах по созданию транспортного корабля для заселения Марса[115].
- В марте 2018 года Президент Российской Федерации Владимир Путин заявил, что Россия отправит миссию на Марс после реализации Лунной программы[116].

В 2030 году Китай планирует запустить вторую АМС «Тяньвэнь-3» (после «Тяньвэнь-1») для исследования Марса.

### Пилотируемый полёт на Марс
Пилотируемый полёт на Марс — запланированный полёт человека на Марс с помощью пилотируемого космического корабля.
Разработка этой программы ведётся давно, ещё с 1950-х годов. В СССР рассматривались разные варианты космических кораблей для пилотируемого полёта на Марс. Сначала был разработан проект марсианского пилотируемого комплекса (МПК) со стартовой массой в 1630 тонн. Собрать его предполагалось на низкой околоземной орбите за 20-25 пусков ракеты-носителя Н-1. Возвращаемая часть МПК имела бы массу 15 тонн. Продолжительность экспедиции должна была быть 2,5 года. Затем последовала разработка тяжёлого межпланетного корабля (ТМК) в ОКБ-1 в отделе под руководством Михаила Тихонравова. Проектом занимались две группы инженеров: одной руководил Глеб Максимов, а второй — Константин Феоктистов. 23 июня 1960 года ЦК КПСС был назначен день старта на 8 июня 1971 года с возвращением на Землю 10 июня 1974 года, но затем последовала «лунная гонка», во время которой закрыли проект полёта на Марс.
Пилотируемый полёт на Марс Роскосмос планирует осуществить после 2030 года. Такую дату в ноябре 2010 года назвал глава Роскосмоса Анатолий Перминов. В рамках национальной космической программы до 2015 года на Земле в 2007—2011 годах проводилась имитация марсианского полёта под названием «Марс-500»
Действующий на тот момент президент США Джордж Уокер Буш в начале 2004 года представил для НАСА долгосрочный план, основной задачей которого были пилотируемые миссии на Луну и Марс, что положило начало программе «Созвездие». В рамках этой программы первым шагом должно было стать создание до 2010 года космического корабля «Орион», на котором космонавты могли бы полететь сначала на Луну, а потом на Марс. Далее, с 2024 года, по планам НАСА, должна появиться постоянно обитаемая лунная база, которая стала бы подготовкой для полёта на Марс, и возможное путешествие к Марсу могло бы состояться, по оценкам НАСА, в 2037 году. 2 февраля 2010 года стало известно, что лунный пилотируемый полёт США из-за сокращения бюджета не состоится. Так как вследствие этого разработка необходимого космического корабля остановилась, то это затронуло и марсианскую пилотируемую миссию. Эти программы были не отложены, а полностью вычеркнуты без замены. Однако позже НАСА вернулось к пересмотру программы «Созвездие» и не исключает её возобновление.
Также с 2010 года Исследовательским центром имени Эймса разрабатывается проект «Столетний космический корабль» (англ. Hundred-Year Starship). Основная идея проекта состоит в том, чтобы отправлять людей на Марс безвозвратно. Это приведёт к значительному сокращению стоимости полёта, появится возможность взять больше груза и экипаж. По расчетам, послать на Марс четырёх астронавтов и вернуть их обратно будет стоить столько же, сколько послать туда 20 человек и оставить их там. Вся экспедиция обойдется в $750 млрд. Её можно уменьшить вдвое, если астронавтов не потребуется возвращать на Землю.